# Coordonnées barycentriques (astronomie)
Pour un point de vue mathématique, consulter l'article Coordonnées barycentriques.

Mouvement des barycentres du système Solaire par rapport au soleil

En astronomie, les coordonnées barycentriques sont des coordonnées indépendantes de la rotation dont l'origine est le barycentre (ou centre de masse) d'un système à deux corps ou plus.
Pour un système simple, nous avons :
{\displaystyle {\vec {R}}_{CM}={\frac {\sum _{i}\left({\vec {r}}_{i}\cdot m_{i}\right)}{\sum _{i}m_{i}}}}
Par exemple, considérons que la planète Jupiter est à une distance r = 778 330 000 km du Soleil avec une masse MJ=1,899 1027 kg et le Soleil dont la masse est MS=1,989 1030 kg et dont le rayon est RS = 696 000 km.
Le centre de masse du Soleil a varié d'une distance x valant :
{\displaystyle M_{S}\times x=M_{J}\times (r-x)} ce qui implique :
{\displaystyle x={\frac {M_{J}}{M_{S}+M_{J}}}\times r=742403km}
c'est-à-dire que le centre de masse du système est à 46 403 km au-dessus de la surface solaire.

## Exemples
Le tableau montre quelques exemples du Système solaire. Les chiffres sont donnés à trois décimales. Les deux dernières colonnes indiquent R1, le rayon du corps le plus massif et r1 / R1, le rapport entre le barycentre et le rayon : une valeur inférieure à 1 indique que le barycentre est à l'intérieur du premier corps.
| Grand corps                                           | m1 (mTerre=1) | Petit corps | m2 (mTerre=1)            | a (km)                | r1 (km)  | R1 (km)  | r1 / R1  |
| Remarque                                              | Remarque      | Remarque    | Remarque                 | Remarque              | Remarque | Remarque | Remarque |
| ----------------------------------------------------- | ------------- | ----------- | ------------------------ | --------------------- | -------- | -------- | -------- |
| Terre                                                 | 1             | Lune        | 0,0123                   | 384000                | 4670     | 6380     | 0,732    |
| La Terre a une oscillation perceptible ; voir marées. |               |             |                          |                       |          |          |          |
| Pluton                                                | 0,0021        | Charon      | 0,000254 (0,121 mPluton) | 19600                 | 2110     | 1150     | 1,83     |
| Soleil                                                | 333 000       | Terre       | 1                        | 150 000 000 (1 UA)    | 449      | 696 000  | 0,00646  |
| L'oscillation du Soleil est à peine visible.          |               |             |                          |                       |          |          |          |
| Soleil                                                | 333 000       | Jupiter     | 318 (0,000955 mSoleil)   | 778 000 000 (5,20 UA) | 742 000  | 696 000  | 1,07     |
| Le barycentre est au-dessus de la surface du Soleil.  |               |             |                          |                       |          |          |          |

### Animations
| 2 corps ayant la même masse orbitant autour d'un barycentre commun, par exemple (90) Antiope.                                             | 2 corps ayant une masse différente orbitant autour d'un barycentre externe aux 2 corps, comme pour Pluton et Charon. | 2 corps ayant une grande différence de masse orbitant autour d'un barycentre interne à l'un des corps, comme pour la Terre et la Lune. | 2 corps ayant une très grande différence de masse orbitant autour d'un barycentre interne à l'un des deux, comme pour le Soleil et la Terre. |
| 2 corps ayant la même masse orbitant autour d'un barycentre, externe aux deux corps, avec une orbite elliptique (cas d'étoiles binaires). | | | |